# Andrew Hamilton Russell
Andrew Hamilton Russell (1868. február 23. –  1960. november 29.) vezérőrnagy, új-zélandi katonatiszt, az első világháború alatt ezred- és hadosztályparancsnok volt. Kezdetben a Wellington Mounted Rifles Brigade parancsnoka, majd az ANZAC (ausztrál-új-zélandi hadtest, Australian and New Zealand Army Corps) parancsnoka a gallipoli csata utolsó szakaszában. Ezt követően a nyugati fronton vezette az új-zélandi hadosztályt (New Zealand Division).

## Ifjúkora, tanulmányai
1868. február 23-án született az új-zélandi Napier városban. Tanulmányait Nagy-Britanniában végezte, itt a Sandhursti Királyi Katonai Akadémia hallgatója volt, 1887-ben kitüntetéssel végzett. Első tiszti beosztását a brit birodalmi hadseregben kapta (a Border Regiment ezredben), előbb 5 évig Indiában, majd Burmában szolgált. Amikor ezrede 1892-ben visszatért Angliába, Russel lemondott tiszti rangjáról, mert nem bírta elviselni a brit kaszárnyákat. Még ebben az évben visszatért Új-Zélandra és a családi birkafarmon dolgozott. 1900-ban megalapította a Hawke’s Bay Mounted Rifle Volunteers nevű önkéntes alakulatot, amely az alakulóban lévő új-zélandi hadsereg egyik egysége lett. 1911-ben kinevezték a Wellington Mounted Rifle Regiment ezred parancsnokává és ezredesi rangot kapott.

## Katonai karrierje

### Az első világháború kitörésétől Gallipoli-ig
Az első világháború kitörésekor (Új-Zéland 1914. augusztus 5-én lépett be a háborúba Nagy-Britannia oldalán) Alexander Godley vezérőrnagy, az új-zélandi expedíciós erő főparancsnoka felajánlotta Russell-nek a New Zealand Mounted Rifles Brigade dandár parancsnoki tisztét. Russel elfogadta a megbízást és alakulatát előbb Egyiptomba szállították, ahol rövid kiképzés után 1915. május 12-én bevetették őket a gallipoli csatában. Az eredetileg lovas alakulat lovai Egyiptomban maradtak és a dandár lényegében lövészalakulatként harcolt az ausztrál és új-zélandi hadtest (ANZAC) által elfoglalt frontszakasz északi részén. A Russell harcálláspontjának helyet adó magaslatot a szövetségesek Russell’s Top néven emlegették. Alakulata részt vett a Chunuk Bair és Hill 60 magaslatokért vívott harcokban, majd Russellt előléptették vezérőrnaggyá és kinevezték az New Zealand and Australian Division hadosztály parancsnokává.
Sir Ian Hamilton, a mediterrán expedíciós erő (Mediterranean Expeditionary Force) főparancsnoka szerint Russell volt a gallipoli csata kimagasló új-zélandi parancsnoka és 1915. november 4-én a Szent Mihály és Szent György Érdemrend kitüntetését adományozta neki. Russel eztán átvette az ANZAC (Australian and New Zealand Army Corps) parancsnokságát és irányította a hadtest igen sikeres visszavonulását a gallipoli hadszíntérről.

### A nyugati fronton
A gallipoli visszavonulás után a szövetséges csapatok kis pihenőt kaptak Egyiptomban. 1916 márciusában megalakult az Új-zélandi Hadosztály (New Zealand Division), a hadosztály parancsnoka Russell lett és egy hónapon belül Franciaországba hajóztak. Meglehetősen rövid idő állt rendelkezésükre, hogy a nyugati front viszonyaihoz alkalmazkodjanak, mert a hadosztály Armentières környékén már májusban a frontvonalba került. Hamarosan szerepet kapott a somme-i csata hadműveleteiben, amelynek során számos bevetésen és őrjáraton vettek rész a hadosztály katonái. Az intenzív igénybevétel miatt a különféle problémák kerültek napvilágra és Russell hamarosan számos újítást vezetett be, célja a „nyugat front legjobb hadosztályának” megteremtése volt. Minden nap szemlét tartott alakulatai felett és rendszeresen látogatta a frontvonalbeli lövészárkokat is. Russell hitt a szigorú fegyelmezésben és amikor a lövészárkokban uralkodó szörnyű körülmények miatt a dezertálás komoly méreteket öltött, ő azt javasolta, hogy a bűnösöket végezzék ki. Ténylegesen csak öt katonát végeztek ki és posztumusz őket is felmentették 2000-ben.
Az első problémák leküzdése után az új-zélandi hadosztály valóban sikeres egységgé kovácsolódott és kivívta a szövetségesek elismerését a somme-i csata (1916. szeptember) és a messines-i magaslat elfoglalása (1917. június) során. Az alakulat egyetlen nagyobb veresége 1917. október 12-én következett be, amikor a passchendaele-i csata során az új-zélandiak második támadását a német védők visszaverték. A támadók 2735 főt veszítettek, amely máig a legnagyobb, egy nap alatt elszenvedett harci veszteség Új-Zéland hadtörténelmében. Russell beismerte, hogy a veszteségekért részben ő is felelős. Ez az első világháborúban igen ritka példája volt annak, hogy katonai parancsnok elismerte felelősségét a veszteségekért, még akkor is, ha történészek szerint a felelősség leginkább Alexander Godley tábornokot és vezérkarát terheli. Decemberben egy újabb kudarc következett Polderhoek közelében és az ypres-i kiszögellésben töltött téli pihenő alatt Russell megpróbálta újjászervezni hadosztályát. 1918 elején a kiképzésben egyre nagyobb hangsúlyt helyezett a mozgó hadviselésre, részben válaszul a németek által alkalmazott taktikai újításokra, amelyek a száznapos offenzíva első sikerei mögött álltak. 1918 júniusában Sir Douglas Haig, a brit csapatok főparancsnoka felajánlotta neki egy brit hadtest parancsnoki posztját. Russel volt az egyetlen, a volt gyarmatokról származó parancsnok, akit ilyen megtiszteltetés ért), de ő elhárította a felkérést.
A háború befejezése után Russellt megkapta a brit Bath-rend, a francia Becsületrend, a belga Lipót-rend, a szerb Fehér Sas-rend és a montenegrói I. Daniló herceg-rend kitüntetéseit.

### A második világháborúban és utána
A két világháború közt politikai pályán tevékenykedett, képviselővé választották. A második világháború kitörésekor reaktiválták, Új-Zéland haderejének főfelügyelőjeként lépett szolgálatba, de 1941 júliusában, 73 évesen végleg nyugállományba vonult.
1960. november 29-én hunyt el otthonában, 92 éves korában. Teljes katonai tiszteletadással temették el.

## Fordítás
- Ez a szócikk részben vagy egészben  az   Andrew Hamilton Russell című angol Wikipédia-szócikk fordításán alapul.  Az eredeti cikk szerkesztőit annak laptörténete sorolja fel. Ez a jelzés csupán a megfogalmazás eredetét és a szerzői jogokat jelzi, nem szolgál a cikkben szereplő információk forrásmegjelöléseként.